# Oscar Maggiolo
Óscar Julio Maggiolo Campos (Montevideo, 7 de julio de 1920 - Caracas, 10 de marzo de 1980) fue un ingeniero industrial, docente universitario uruguayo que fuera Rector de la Universidad de la República entre 1966 y 1972.

## Biografía
Inició su carrera docente en la Enseñanza Secundaria, para continuar en la Facultad de Ingeniería y Agrimensura, aún antes de egresar de la misma en 1947. Por tres períodos fue miembro del Consejo de Facultad, así como Decano interino e integrante de diversas comisiones tanto en ese nivel como en el ámbito más amplio de la Universidad. Se especializó en el extranjero mediante la realización de diferentes cursos y experiencias.
Investigador científico, consultor de UNESCO, integró por dos períodos el consejo directivo de la International Assotiation for Hidraulic Research. Decano de la Facultad de Ingeniería y
Rector de la Universidad de la República (UdelaR) (1966-1972).
Realizó un Plan de Reestructuración de la Universidad en 1967 que es conocido como el Plan Maggiolo. Con este plan buscó enfatizar la investigación básica y la investigación científica aplicada que favorecieran el desarrollo económico.
Tras el golpe de Estado de 1973, se vio obligado a exiliarse en Buenos Aires y posteriormente en Caracas, donde falleció en 1980. Sus restos se repatriaron en el año 2000.